# Дете чудо
Дете чудо (често срещано е и вундеркинд – буквално от немската дума Wunderkind) е епитет за човек, който от дете владее до съвършенство едно или повече умения на нивото на възрастните. Няма точни критерии по отношение на възрастта или нивото на проявление на таланта, но приблизителната представа е, че вундеркиндът е дете, обикновено до 15 години, което проявява познания и умения на ниво на високо образован възрастен в област, изискваща сериозни усилия и посвещаване.
Има много примери за деца чудо в различни области на науката и изкуството. Сред известните примери са Волфганг Амадеус Моцарт и Фредерик Шопен в музиката, Карл Фридрих Гаус, Леонард Ойлер и Алексис Клод Клеро в математиката, Самуел Решевски, Хосе Капабланка и Магнус Карлсен в шахмата.